# Euphorbia primulifolia
Euphorbia primulifolia là một loài thực vật thuộc họ Euphorbiaceae. Đây là loài đặc hữu của Madagascar. Môi trường sống tự nhiên của chúng là đồng cỏ nhiệt đới hoặc cận nhiệt đới vùng ngập nước hoặc lụt theo mùa, subtropical hoặc tropical high-altitude vùng đồng cỏ, và vùng nhiều đá.this plant smells. Chúng hiện đang bị đe dọa vì mất nơi sống.

## Hình ảnh

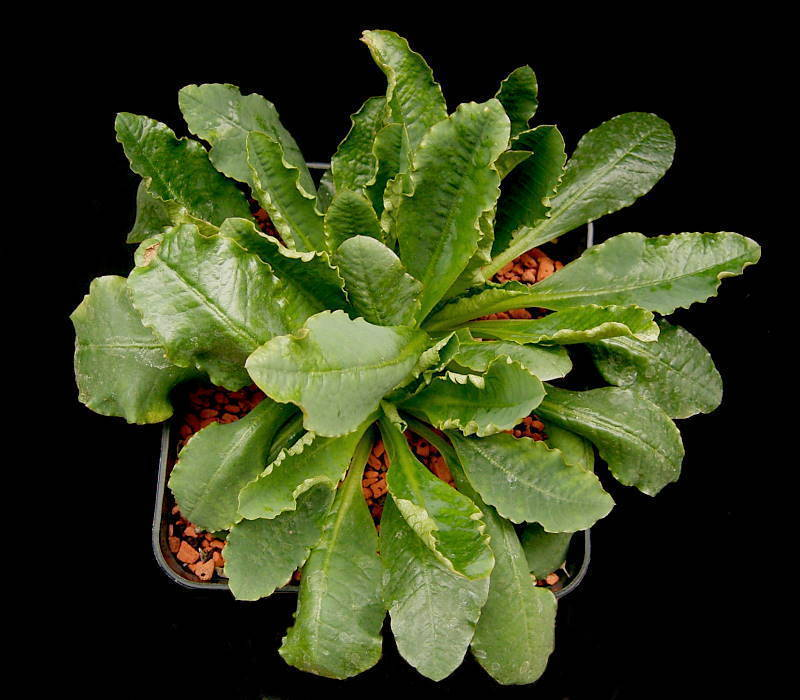
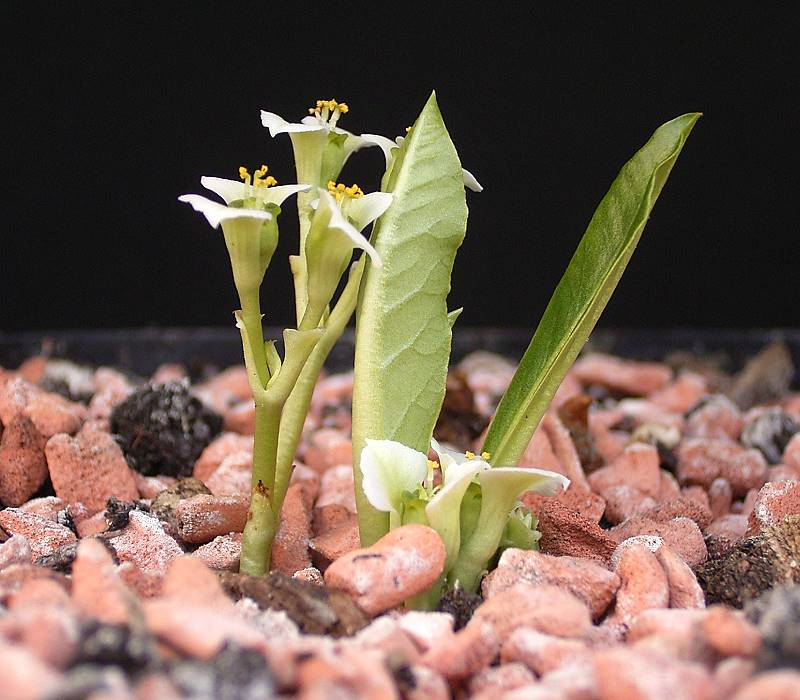
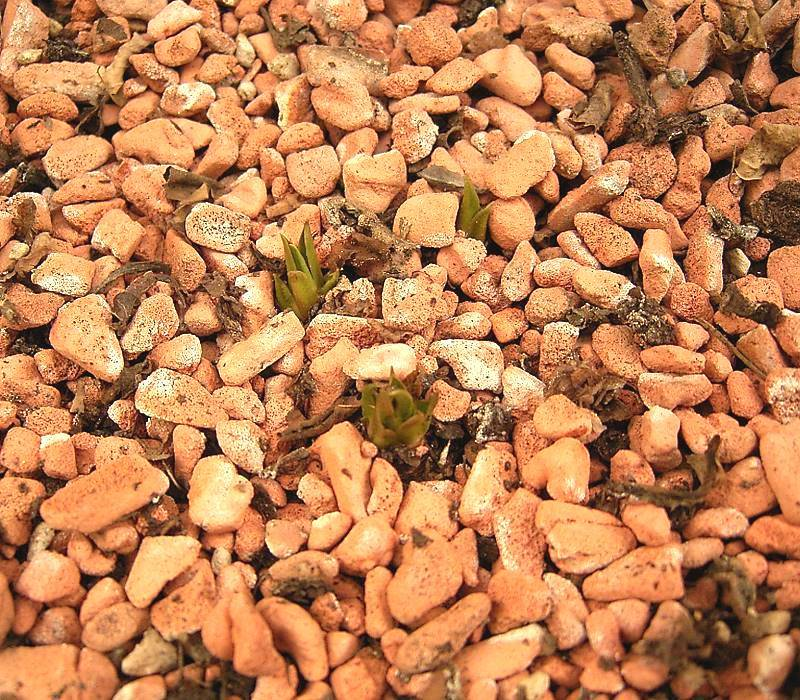